# Lilian Lenton

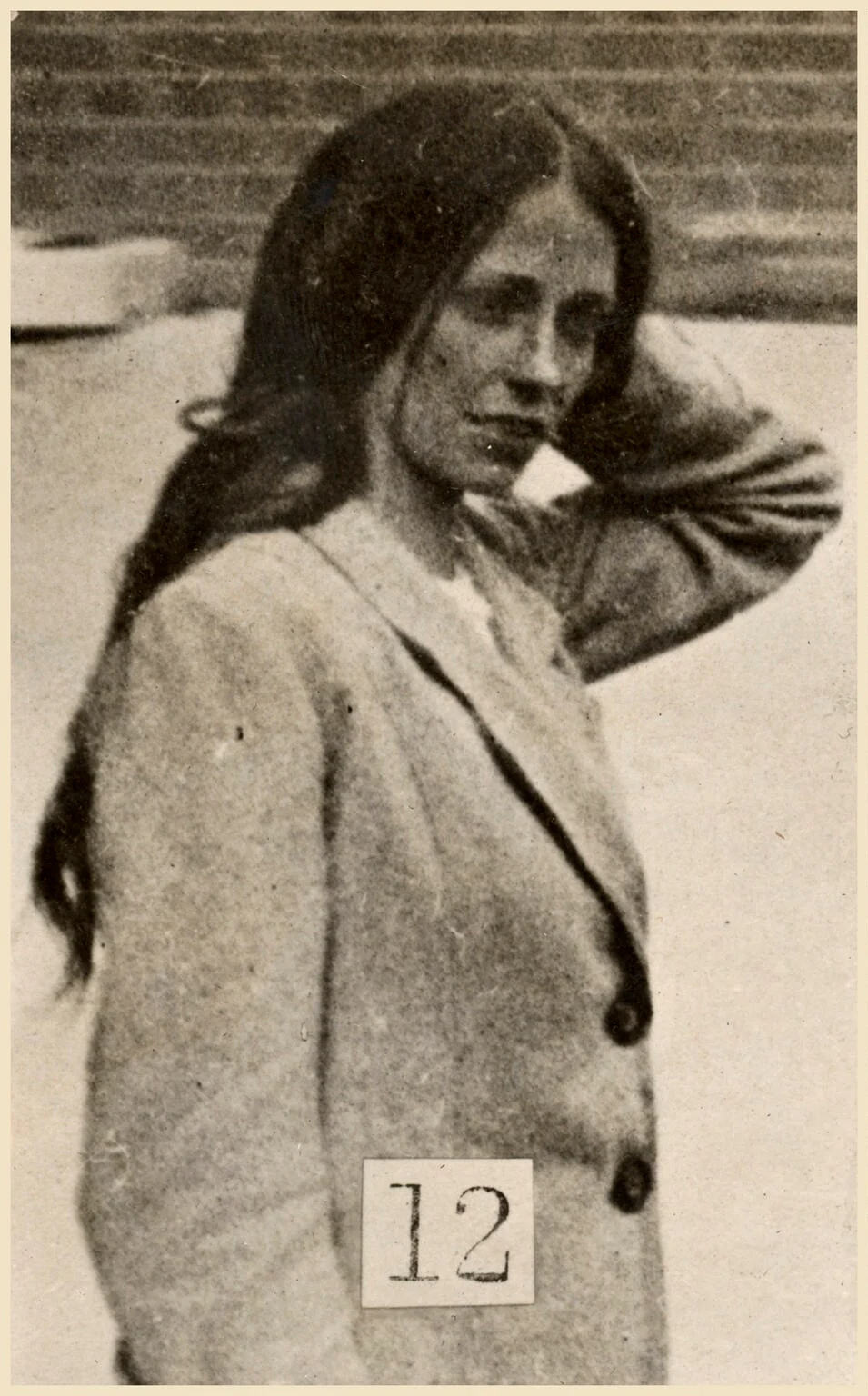
Lilian Lenton bei ihrer Verhaftung 1912

Lilian Ida Lenton (* 5. Januar 1891 in Leicester; † 28. Oktober 1972 in Twickenham) war eine englische Tänzerin und Suffragette. Sie setzte sich, teilweise mit radikalen Mitteln, für die Frauenrechte ein.

## Leben

### Jugend
Als älteste Tochter des Tischlers und Schreiners Isaac Lenton und seiner Ehefrau Mahalah Bee wurde Lilian Ida Lenton 1891 in Leicester geboren. Sie hatte vier Geschwister und war die Älteste. Nach dem Abschluss der Schule begann sie mit einer Ausbildung zur Tänzerin und nahm dazu den Namen Ida Inkley an.

### Wirken als Suffragette
Lenton, bereits Mitglied der Women’s Social and Political Union (WSPU), hörte eine Rede von Emmeline Pankhurst und begann sich aktiv für das Frauenwahlrecht einzusetzen. Am 4. März 1912 nahm sie an einer Demonstration teil, deren Ziel es war, Fenster im Regierungsgebäude in Whitehall einzuwerfen. Sie wurde wie 200 weitere Suffragetten wegen der Teilnahme an der Demonstration festgenommen. Anschließend wurde sie unter ihrem Pseudonym Ida Inkley zu zwei Monaten Haft verurteilt und kam in das Gefängnis Holloway Prison.
Nach ihrer Entlassung aus der Haft half sie Rosa May Billinghurst bei der Beschädigung von Postbriefkästen; mehr als 5000 Briefkästen sowie die in ihnen befindlichen Briefe sollen durch Farbbeutel, die in Postbriefkästen geworfen wurden, beschädigt worden sein.
Ab Juli 1912 gehörte sie zur Gruppe um Christabel Pankhurst, die Brandanschläge verübte, bei denen leerstehende Gebäude oder Kirchen die Ziele waren. Lenton war an mehreren Brandanschlägen beteiligt und wurde am 19. Februar 1913 zusammen mit Olive Wharry verhaftet, kurz nachdem sie den Teepavillon in Kew Gardens in Brand gesetzt hatten. Kurz vor der Verhaftung wurden sie von Polizisten beobachtet, wie sie Beutel weggeworfen hatten; in diesen befanden sich ein Hammer, eine Säge, ein Bündel, welches stark nach Paraffin roch und Papier, welches nach Teer roch. Die andere Tasche war leer, jedoch hatte sie offenbar entflammbare Stoffe enthalten.

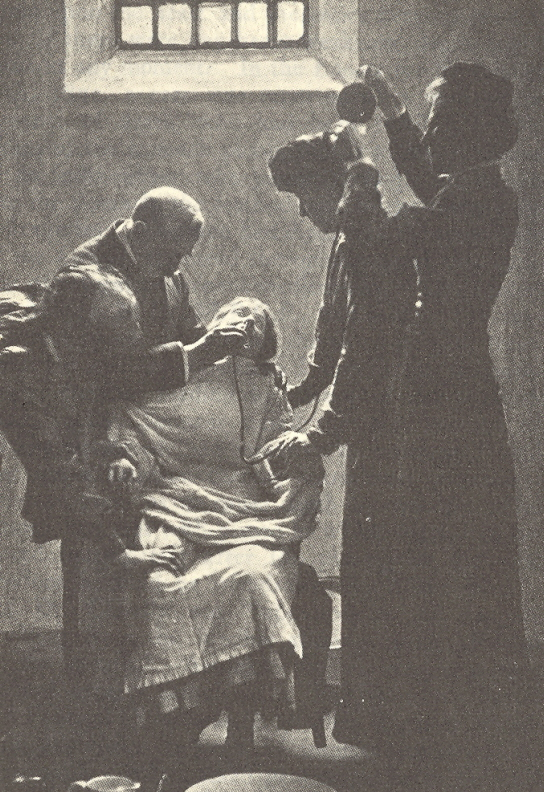
Zwangsernährung einer Suffragette um 1911

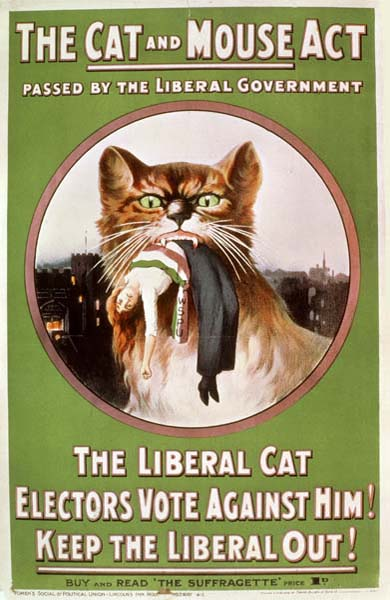
WSPU-Poster 1914

Erneut in Haft, trat Lenton in den Hungerstreik, und am 23. Februar wurde sie durch eine Sonde in der Nase zwangsernährt. Dabei gelangte Nahrung in ihre Lunge, und sie erkrankte ernsthaft an einer Lungenentzündung. Aufgrund ihres Gesundheitszustandes wurde sie in die Obhut von Freunden am Harrington Square freigelassen und konnte sich dort erholen. Danach gelang es ihr zunächst, sich einer erneuten Verhaftung zu entziehen, bis sie im Juni 1913 in Doncaster festgenommen wurde. Die Anklage lautete, sie habe den Bahnhof in Blaby, Leicestershire in Brand gesetzt. Sie wurde im HM Prison Leeds inhaftiert und trat sofort in einen weiteren Hungerstreik. Nach wenigen Tagen wurde sie unter dem Cat & Mouse Act freigelassen. Kurze Zeit später konnte sie mit einer privaten Jacht nach Frankreich entkommen.
Kurze Zeit später war Lenton zurück in England. Als Brandstifterin setzte sie ihr Werk fort und machte sich zum Ziel, zwei Gebäude in der Woche in Brand zu stecken, um das Staatsgefüge ernsthaft zu gefährden. Bereits im Oktober 1913 wurde sie, als sie ein Fahrrad im Bahnhof Paddington abholen wollte, festgenommen und kam in Haft. Sie trat in den Hungerstreik, wurde gewaltsam ernährt und erkrankte schwer. Aufgrund der Erkrankung wurde sie am 15. Oktober freigelassen und kam in die Pflege von Mrs. Dioplock in deren Haus The Limes. Sie floh aus dem Pflegeheim und entzündete erneut Häuser, und bei einem Brandanschlag auf ein Haus in Cheltenham wurde sie am 22. Dezember 1913 verhaftet. Auch während dieser Haft trat sie in den Hungerstreik und wurde am 25. Dezember in die Obhut von Frau Impey nach Kings Norton entlassen. Auch von dort floh sie, konnte der Polizei entkommen und wurde Anfang Mai 1914 in Birkenhead verhaftet. Nach wenigen Tagen im Gefängnis wurde sie unter dem Cat & Mouse Act freigelassen.

### Erster Weltkrieg
England erklärte am 4. August 1914 Deutschland den Krieg. Bereits zwei Tage später erklärte die National Union of Women’s Suffrage Societies, dass sie alle politischen Aktionen aussetzen würde, bis der Krieg beendet wäre. Auch die Führung der Women’s Social and Political Union begann mit der Regierung zusammenzuarbeiten, und am 10. August verkündete die Regierung, dass alle inhaftierten Suffragetten freigelassen würden. Emmeline Pankhurst erklärte, dass sie ihren militanten Widerstand einstellen und sich zum Kriegsdienst bereit erklären würde. Nachdem Evelina Haverfield, ein anderes Mitglied der WSPU, das Women’s Emergency Corps gegründet hatte, um Frauen als Ärztinnen, Krankenschwestern und Motorradbotinnen zu organisieren, schloss sich Lenton Haverfield an und ging im August 1916 mit ihr, Elsie Inglis, Elsie Bowerman und Vera Holme an die Front auf dem Balkan. Sie arbeitete als Krankenschwester in Serbien und wurde im Scottish Women’s Hospitals for Foreign Service von Elsie Inglis eingesetzt. Für ihre Arbeit wurde sie mit der Medaille des französischen Roten Kreuzes ausgezeichnet.

### Spätere Jahre
Am 28. März 1917 beschloss das House of Commons mit 341 zu 62 Stimmen, dass Frauen, die älter als 30 Jahre waren, ein Haus besaßen oder die Ehefrau eines Hausbesitzers waren, Besitzerinnen von Immobilien mit einer jährlichen Miete von 5 £ waren oder Absolventinnen einer britischen Universität, das Wahlrecht bekommen sollten. Nach der Verabschiedung des Gesetzes konnten Frauen erstmals im Dezember 1918 an den Parlamentswahlen teilnehmen. Mehrere Frauen kandidierten im Dezember, nur Constance Markiewicz, die zu der Zeit noch im Gefängnis saß, wurde gewählt. Lenton selbst konnte noch lange nach der Einführung des Wahlrechtes nicht wählen, da sie weder verheiratet war noch Immobilien besaß. Im Jahr 1928 wurde den Frauen in Großbritannien gleiches Stimmrecht gegeben. Lilian Lenton war zu diesem Zeitpunkt 37 Jahre alt.
Nach dem Krieg arbeitete Lilian Lenton für die britische Botschaft in Stockholm und für Save the Children in Russland und von 1924 bis 1933 als Reiseveranstalterin und Sprecherin für die Women’s Freedom League. Einige Zeit lebte sie in Schottland und setzte sich für die Rechte von Tieren ein. Nach 1953 war sie Finanzsekretärin der National Union of Women Teachers.
Gemeinsam mit Edith How-Martyn gründete Lilian Lenton das Suffragette Fellowship, das die Geschichte der Frauenrechtsbewegung dokumentierte.
Lenton enthüllte im Jahr 1970 als Schatzmeisterin des Suffragette Fellowship in Christchurch Gardens, Westminster, ein Denkmal, welches allen Frauen und Männern gewidmet ist, die, um den Frauen das Wahlrecht zu geben, Spott, Widerstand, Ausgrenzung, körperliche Gewalt und Leiden ertragen hatten.
Im Alter von 81 Jahren starb Lilian Lenton am 28. Oktober 1972 in Twickenham. In ihrem Nachruf in der Times wurde sie mit den Worten beschrieben: The tiny, wily, elusive pimpernel.

## Medien
- Interview mit Lilian Lenton 1955 zum Suffragettes Anniversary. BBC.
- Interview mit Lilian Lenton 1960, zum Cat & Mouse Act. BBC.